# Farní sbor Českobratrské církve evangelické v Náchodě – Šonově
Farní sbor Českobratrské církve evangelické v Náchodě – Šonově je sborem Českobratrské církve evangelické v Náchodě - Šonově. Sbor spadá pod Královéhradecký seniorát.
Dvojsboří bylo ustaveno roku 1993.
Farářem sboru je Marek Bárta a kurátorem sboru je Petr Kočička (od r. 2023).

## Faráři sboru
- Josef Ferbas (1878–1881)
- Karel Bohuslav Lány (1895–1904)
- Heřman Rýdel (1906 - 1910)
- Theodor Kalenda (1911–1917)
- Josef Lukl Hromádka (1919 - 1920)
- Emil Pokorný (1922 - 1929)
- Hynek Zdík Široký (1930 - 1932)
- Bohumír Popelář (1932 - 1945)
- Dr. Martin Hoffmann (1946 - 1956)
- Jaroslav Gregor (1956 - 1972)
- Jaroslav Adámek (1973 -1978)
- Jaroslav Adámek (1981 - 1982)
- Pavel Ruml (1985 - 1986)
- Zvonimír Šorm (1987 -1993)
- Miloslav Vašina (1993 - 2005)
- Marek Bárta (2006 - dosud)